# 펜로즈 삼각형

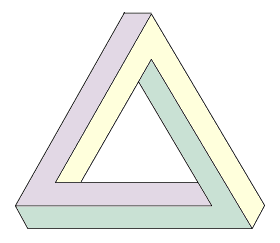
펜로즈 삼각형

펜로즈 삼각형(Penrose triangle 또는 Penrose tribar)은 불가능한 물체의 일종이다. 1934년 스웨덴의 화가 오스카르 레우테르스베르드가 처음 쓰기 시작했고, 1950년대에 영국의 수학자 로저 펜로즈가 그와는 독자적으로 고안하여, 널리 알렸다. 그 후에도 펜로즈 삼각형은 마우리츠 코르넬리스 에셔의 판화에서 쓰이기 시작하여, 그의 작품 속에 등장하는 불가능한 물체에 영향을 주었다.
이 삼각형은 단면이 사각형인 입체인 것처럼 보이지만, 2차원 그림으로만 가능하다. 왜냐하면, 삼각형의 각 변을 이루는 평행한 면들은 각 꼭짓점에 이르면, 서로 다른 위치에서 본 직각의 모서리이기 때문이다. 각 변을 이루는 막대는 모두 서로 직각을 이루며, 그럼에도 불구하고 삼각형을 만든다.
이 방법을 일반화 시켜서 펜로즈 다각형으로 확대할 수 있다. 하지만 펜로즈 사각형은 그 시각적 효과가 삼각형만큼 충격적이진 않다.

펜로즈 사각형
펜로즈 오각형
펜로즈 육각형
펜로즈 팔각형

펜로즈 삼각형처럼 보이는 입체를 만들 수는 있다. 하지만 이 때에 각 변은 꼬이거나, 끊어져야 한다.

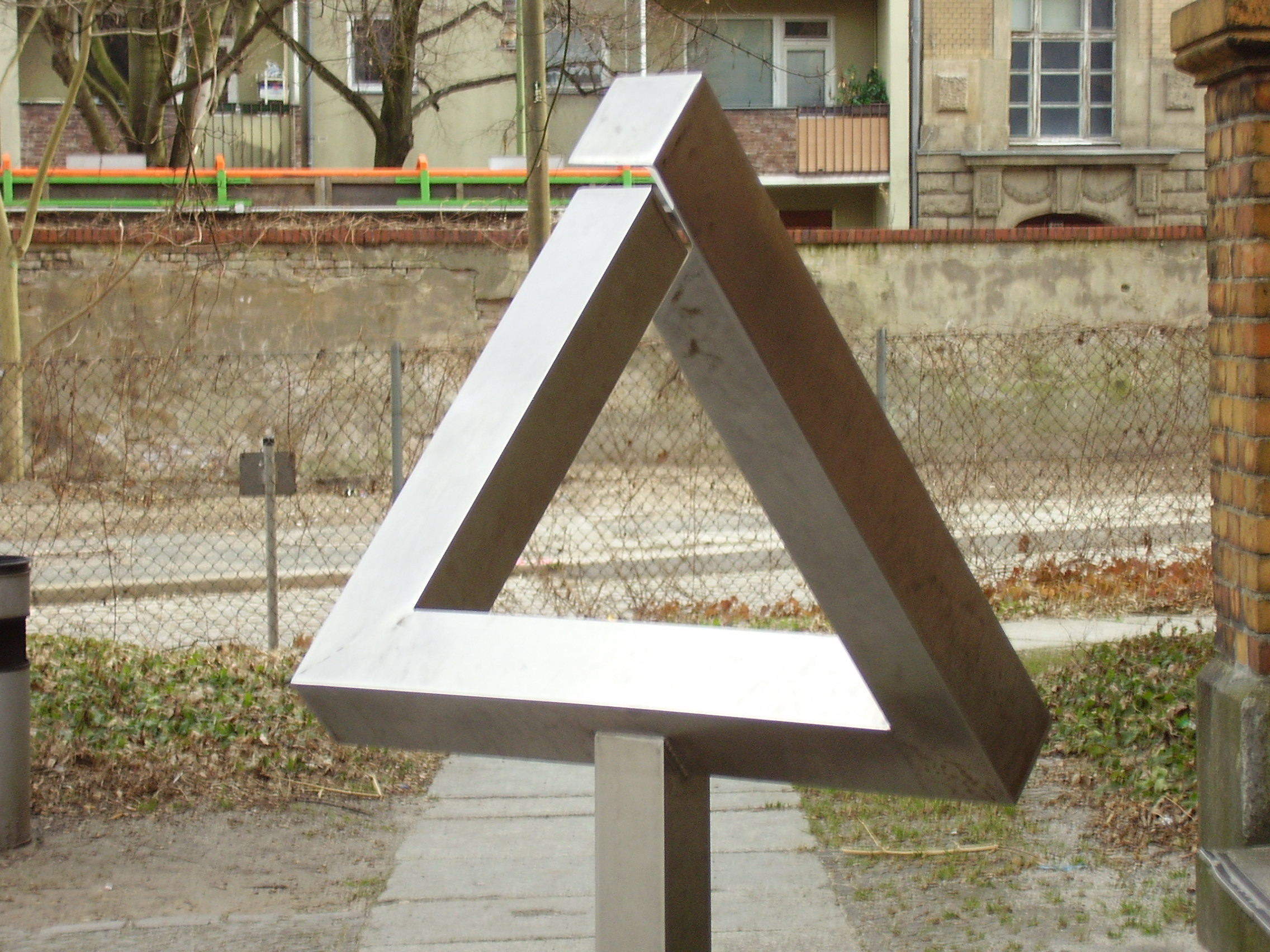
베를린의 독일 기술 박물관에 설치된 펜로즈 삼각형
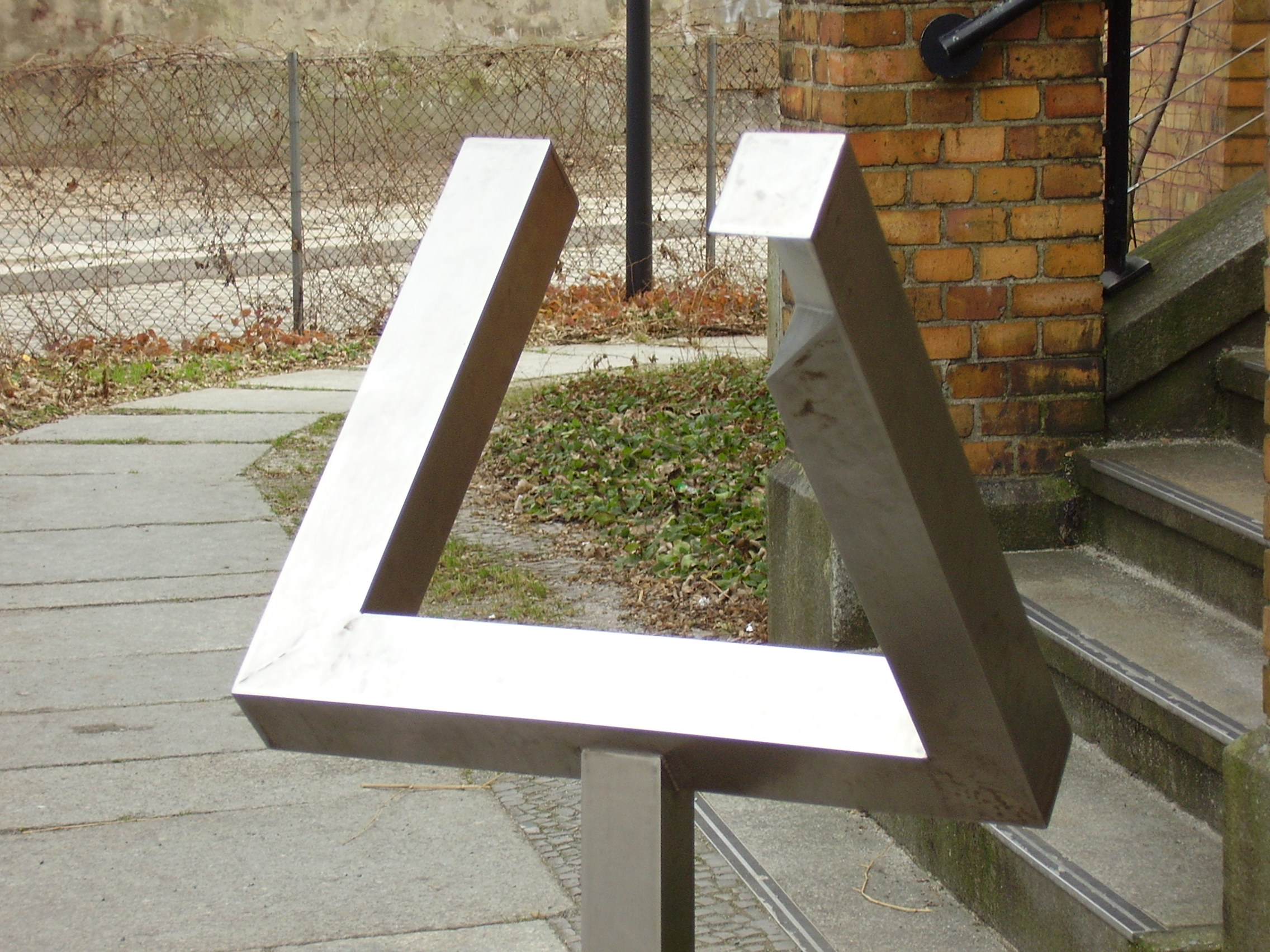
다른 각도에서 본 모습

## 같이 보기
- 로저 펜로즈
- 착시